# Croix de la Ville-Côte
La Croix de la Ville-Côte est située près du lieu-dit "La ville Coto" sur la commune de la Croix-Helléan dans le Morbihan.

## Historique
La croix fait l’objet d’une inscription au titre des monuments historiques depuis le 29 mars 1935.

## Architecture
Le fût de la croix est cylindrique.